# Melanargia lachesis

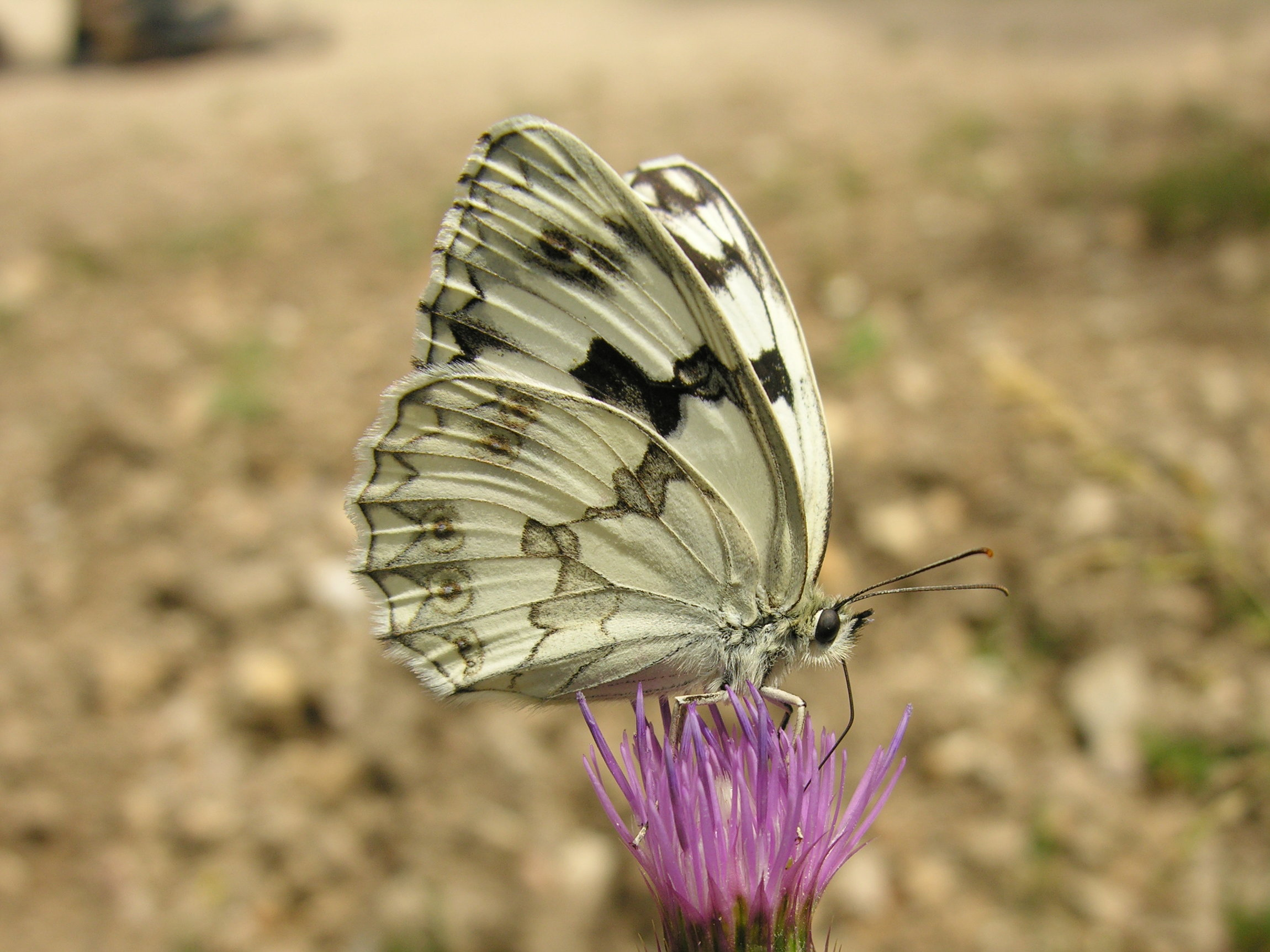
Flügelunterseite

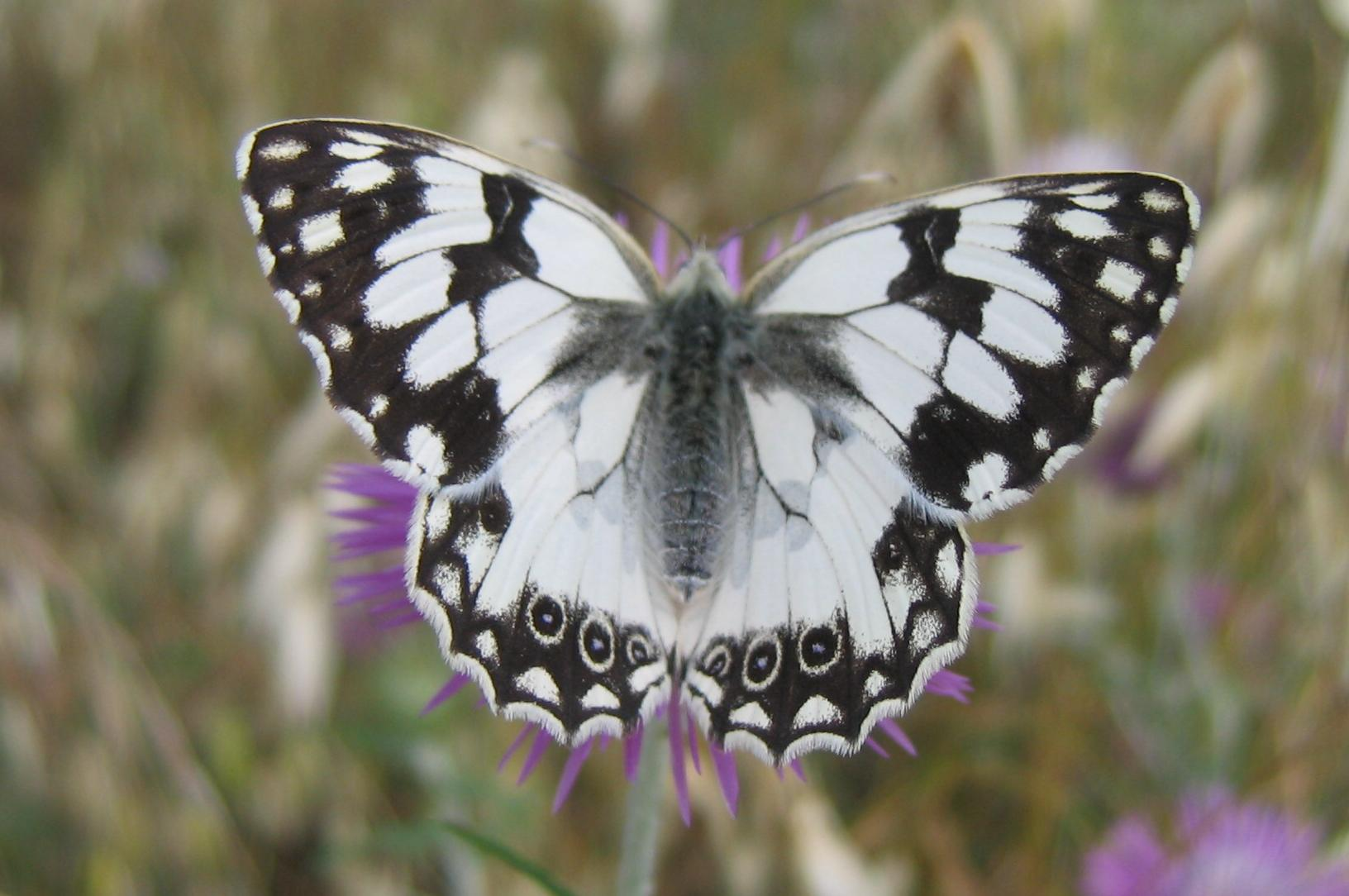
Exemplar mit ausgeprägten Augenflecken

Melanargia lachesis, in Anlehnung an die englische Bezeichnung Iberian Marbled White auch Iberisches Schachbrett genannt, ist ein Schmetterling (Tagfalter) aus der Familie der Edelfalter (Nymphalidae). Der Artname leitet sich von Lachesis (griech. Λάχεσις „Zuteilerin“) einer Tochter des Zeus und der Göttin Themis ab.

## Merkmale
Die Falter erreichen eine Flügelspannweite von 50 bis 56 Millimetern. Ihre Flügeloberseiten sind schachbrettartig schwarz oder dunkelbraun und weiß gefleckt. Die Zelle auf der Oberseite des Vorderflügels ist, im Gegensatz zu den anderen Arten der Gattung Melanargia, weiß gefärbt und lediglich basal schwarz überstäubt. In der Postdiskalregion sind meist drei schwarze, weiß gekernte und breit weiß umrandete Augenflecken vorhanden. Die Flügeladerung ist schwarz. Die Flügelunterseiten sind überwiegend weiß bis hell bräunlich gefärbt und haben keinen dunklen Querstreifen, lediglich am Vorderrand kann ein etwas dunkler gefärbter Fleck vorhanden sein. Es gibt Exemplare, deren Flügelunterseite fast rein weiß gefärbt ist.

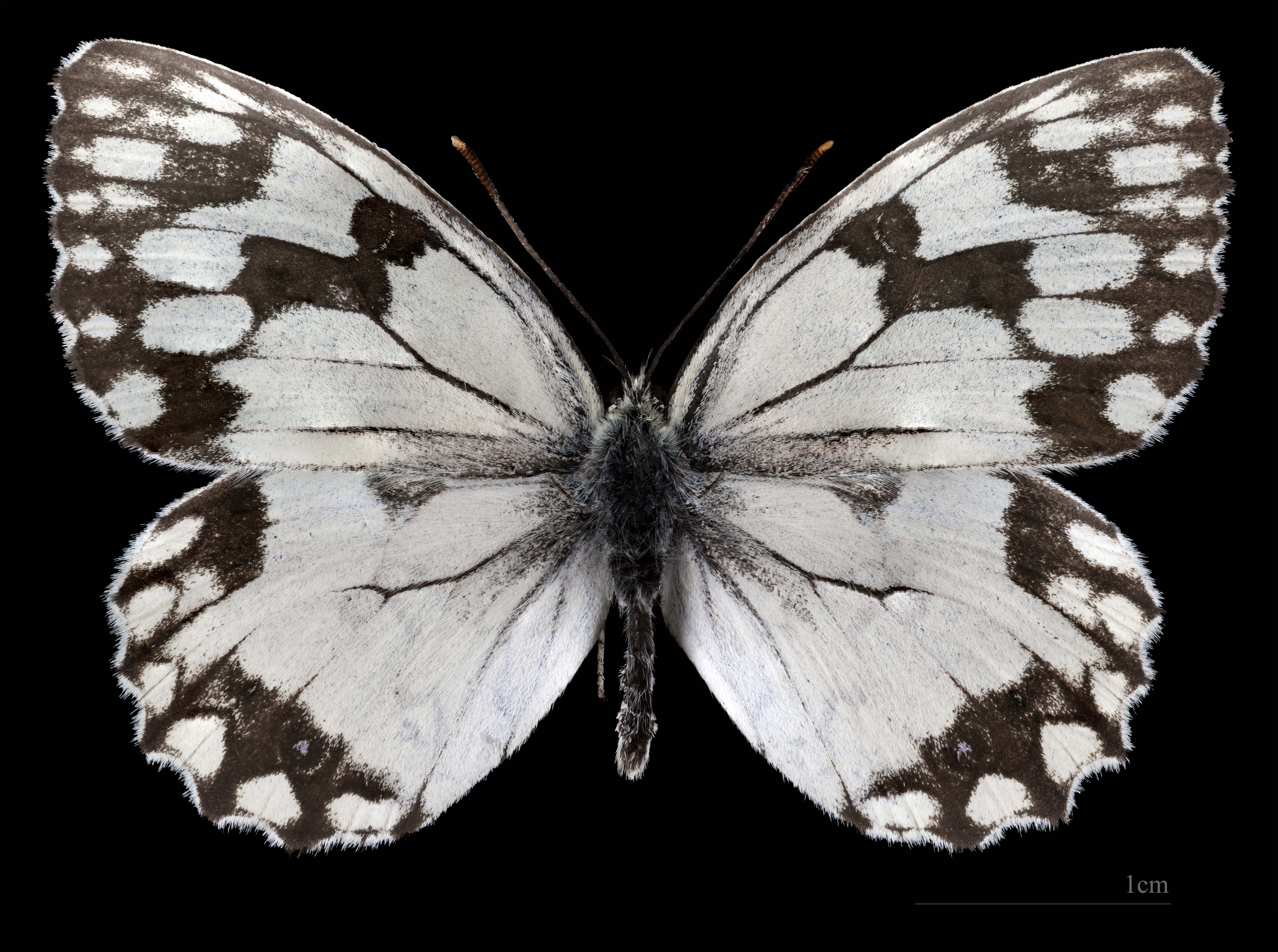
Melanargia lachesis  ♂
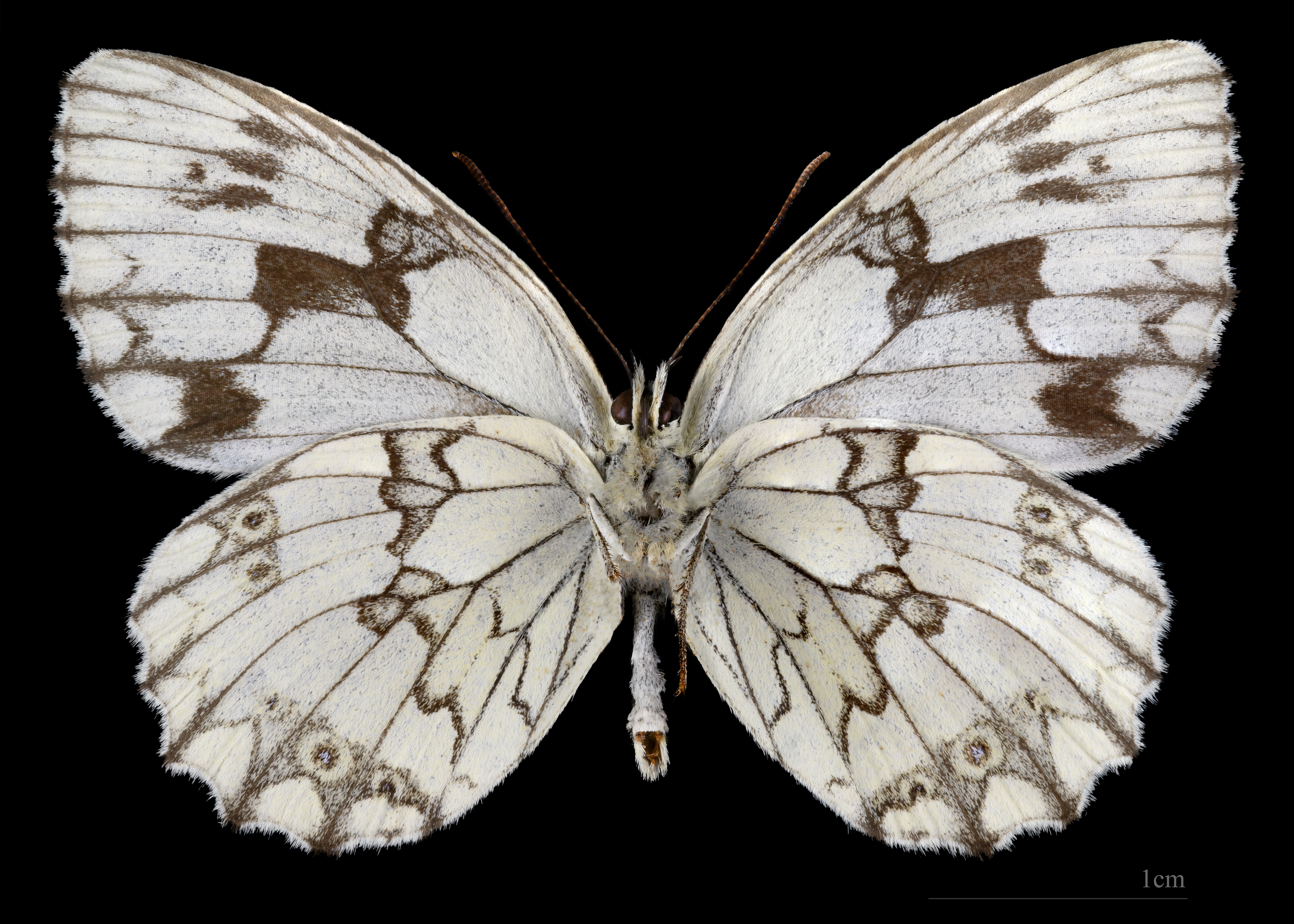
Melanargia lachesis ♂   △
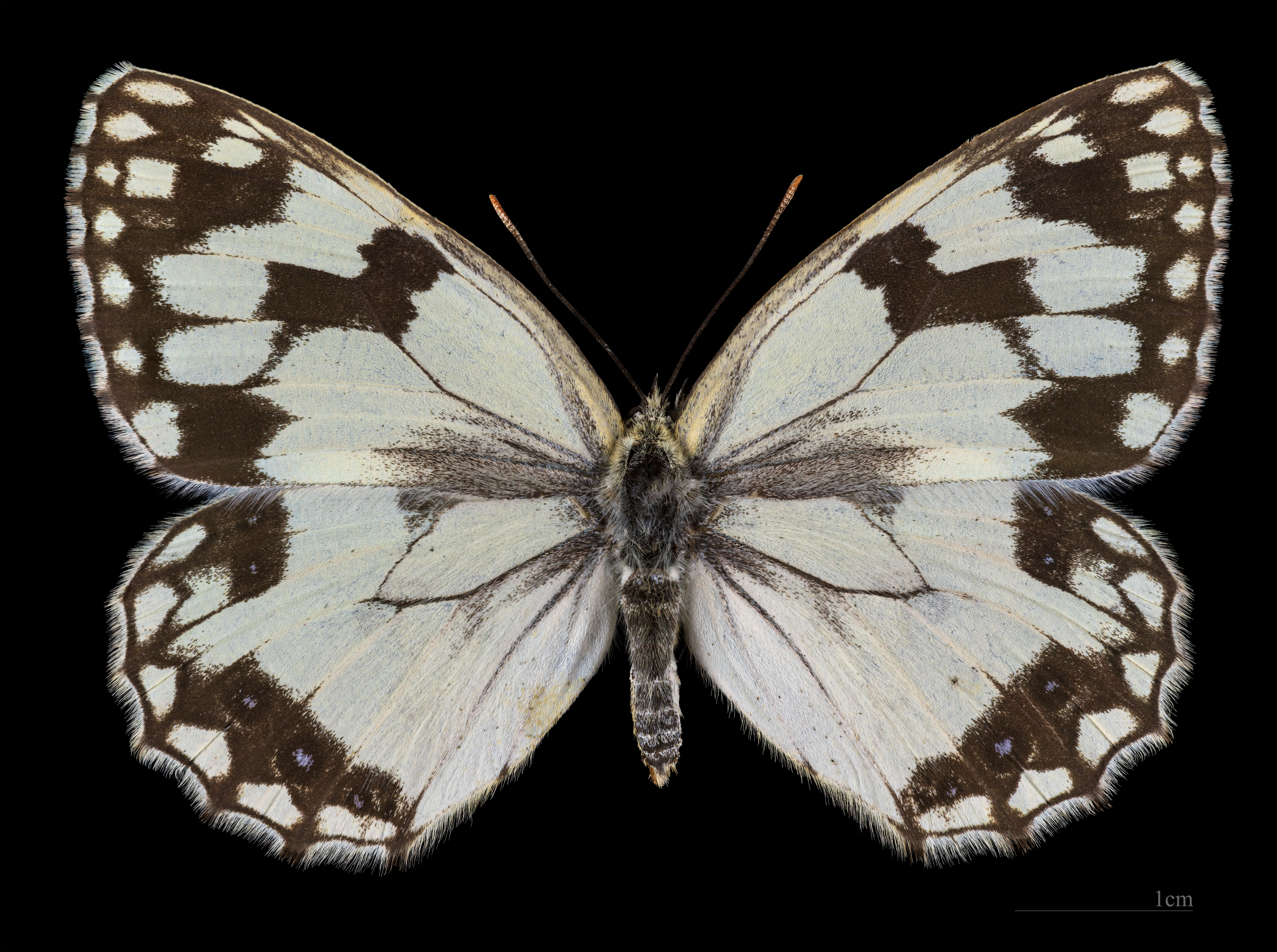
Melanargia lachesis  ♀
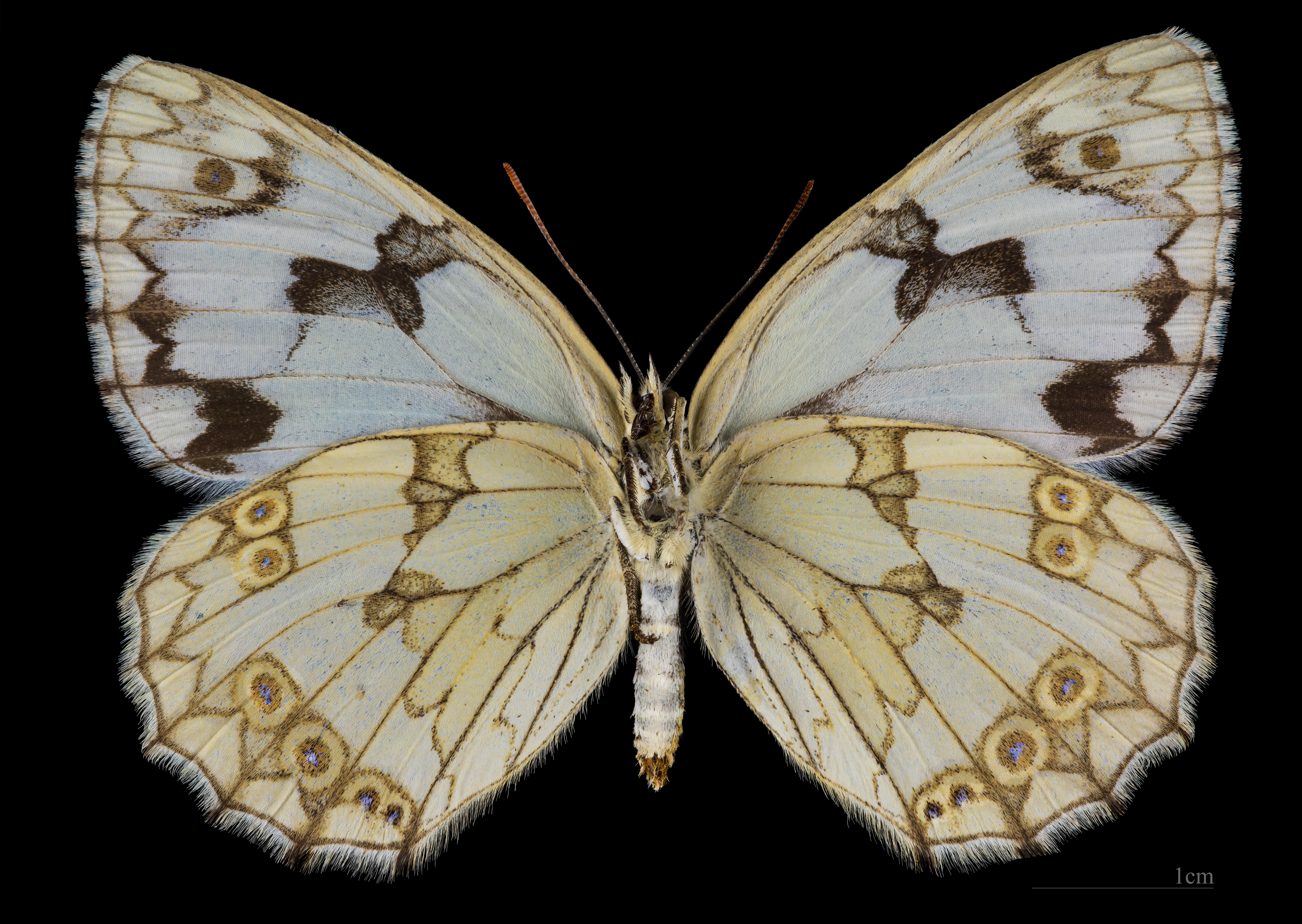
Melanargia lachesis ♀   △

## Vorkommen und Habitat
Die Falter kommen auf der gesamten Iberischen Halbinsel mit Ausnahme von Kantabrien und Teilen des Baskenlandes vor. Das Vorkommen erstreckt sich über die Ostpyrenäen bis ins Roussillon und das südliche Languedoc. Die Rhone bildet die Ostgrenze der Verbreitung. Sie kommen von der Ebene bis in etwa 1.600 Meter über NN vor. Sie bevorzugen trockene, blütenreiche, naturbelassene Wiesen, die auch mit Sträuchern bewachsen sein können.

## Lebensweise
Die Falter fliegen ab Juni und bis in den August hinein. Sie sitzen oft auf Flockenblumen (Centaurea), Skabiosen (Scabiosa), Kratzdisteln (Cirsium) und Ringdisteln (Carduus) und saugen Nektar. Die Raupennahrungspflanzen sind verschiedene Gräser. Die Raupe überwintert.